# Calingcing (Sukahening)
Calingcing is een bestuurslaag in het regentschap Tasikmalaya van de provincie West-Java, Indonesië. Calingcing telt 3868 inwoners (volkstelling 2010).